# 1930 (canción)
«1930» es una canción de 2023 escrita por Layah Kay e interpretada por la cantante española Rosa López.
La canción gira en torno a la historia de una persona trans. El título hace referencia al año en que la artista danesa Lili Elbe realizó su operación de reasignación de sexo, lo que la convirtió en la primera persona en realizar una transición de género.
Rosa realizó una promoción de la canción durante la gala inaugural del Benidorm Fest 2023, en la que lució un vestido con los colores de la bandera trans y cantó un adelanto de su sencillo.
La canción fue publicada dos días después de la publicación en el Boletín Oficial del Estado de la conocida como Ley trans, promovida por el ministerio de Igualdad dirigido por Irene Montero. Debido a la temática de la canción, Rosa aseguró en una entrevista que no pudo obtener patrocinadores para poder grabar un videoclip.